# Campagna in Guascogna del 1345
La campagna in Guascogna del 1345 è stata una campagna militare condotta dall'inglese Enrico, conte di Derby durante la fase edoardiana della guerra dei cent'anni. Ebbe luogo dall'agosto al novembre 1345 in Guascogna, un territorio controllato dagli inglesi nel sud-ovest della Francia. Derby, comandante di una forza anglo-guascona, gestì con successo la prima campagna di terra della guerra: sconfisse per due volte grandi eserciti francesi in battaglia, prendendo come prigionieri molti nobili e cavalieri. Il rilascio dei prigionieri, avvenuto tramite riscatto, arricchì notevolmente l'esercito inglese. Grazie a questa campagna, l'aumento di morale e di prestigio a favore dell'Inghilterra fornì un grande afflusso di tasse e di reclute per gli eserciti inglesi tra la Guascogna e il territorio francese. Di conseguenza, l'abilità della Francia di raccogliere il denaro mediante le tasse e radunare truppe dalle regioni fu molto ridotta.
Ralph, conte di Stafford, salpò per la Guascogna a febbraio 1345 con una forza di avanguardia e, seguendo la pratica consueta, assediò due roccaforti francesi. Derby arrivò in agosto e concentrò immediatamente le forze anglo-guascone disponibili dirigendosi direttamente verso la maggiore forza francese, che si stava radunando a Bergerac, 60 miglia (97 km) ad est di Bordeaux. Bergerac aveva buoni collegamenti con Bordeaux e avrebbe fornito una base dalla quale portare avanti la guerra contro i francesi. Egli sconfisse con fermezza i francesi, prima di spostarsi ad assediare il capoluogo provinciale di Périgueux. In quel periodo, i francesi avevano dirottato il loro principale esercito a sud-ovest, sotto il comando generale di Giovanni, duca di Normandia, figlio ed erede legittimo del re Filippo VI di Francia. Incapace di prendere Périgueux, e minacciato dalla forza molto più grande di Giovanni, Derby lasciò dei presidi di sbarramento e si ritirò. Un presidio, a Auberoche, fu assediato dai francesi. Derby avanzò con una piccola guarnigione, lanciò un attacco a sorpresa contro l'esercito francese e vinse un'altra battaglia decisiva.
L'esercito francese cominciò a disgregarsi: gli uomini non venivano pagati, erano denutriti; mancava il foraggio per i cavalli; i disertori erano numerosi; le truppe vendevano il loro equipaggiamento. Giovanni perse l'entusiasmo dopo aver sentito della sconfitta a Auberoche. I francesi levarono tutti i loro assedi in corso degli altri presidi anglo-guasconi e si ritirarono ad Angoulême, dove Giovanni sciolse l'esercito, probabilmente per via della mancanza di fondi. Derby tornò nella valle della Garonna, dove catturò la città fortificata e ben presidiata di La Réole, tutti gli avamposti francesi lungo il fiume, e altre postazioni nella zona. A novembre Derby pagò il suo esercito e passò l'inverno a La Réole. Tra il dicembre 1345 e il marzo 1346, vari piccoli gruppi anglo-guasconi mantennero la pressione sui francesi, catturando molte fortificazioni importanti tra il dicembre 1345 e il marzo 1346.

## Contesto

### Presenza inglese in Francia
Dalla conquista normanna dell'Inghilterra del 1066, i sovrani inglesi tennero titoli e terre all'interno della Francia; tali possedimenti li resero vassalli dei re di Francia. La condizione dei feudi francesi del re d'Inghilterra fu una grande causa di conflitto tra le due monarchie durante il Medioevo. I monarchi francesi cercavano di tenere a bada la crescita del potere dell'Inghilterra, privandola di terre quando c'era l'opportunità. Nel corso dei secoli, la grandezza dei possedimenti inglesi in Francia subì vari cambiamenti e al 1337 rimanevano solo la Guascogna nella Francia sudoccidentale e Ponthieu nel nord. I guasconi avevano i loro usi e costumi e affermavano di parlare una lingua propria; preferivano essere governati da un re inglese distante che li lasciava in pace, piuttosto che da un re francese che interferiva con le loro questioni. In seguito a una serie di disaccordi tra Filippo VI di Francia (r. 1328–1350) e Edoardo III d'Inghilterra (r. 1327–1377), il 24 maggio 1337 il Consiglio del Re di Filippo acconsentì che il Ducato d'Aquitania, di fatto la Guascogna, sarebbe dovuta tornare sotto il controllo di Filippo sulla base del fatto che Edoardo era in violazione dei suoi obblighi di vassallo. Ciò segnò l'inizio della celebre guerra dei cent'anni, che sarebbe durata 116 anni.

### Guascogna
Sotto il controllo francese nel 1214
     Territorio preso dal controllo inglese entro il 1330
     Inghilterra e Guascogna controllata dagli inglesi nel 1330

Francia nel 1330.
Sotto il controllo francese nel 1214
Territorio preso dal controllo inglese entro il 1330
Inghilterra e Guascogna controllata dagli inglesi nel 1330

Prima dell'inizio della guerra, ben oltre 1 000 navi all'anno partivano dalla Guascogna. Tra i loro carichi c'erano oltre 200 000 000 pinte imperiali (110 000 000 litri; 240 000 000 pinte americane) di vino prodotto localmente. Il dazio imposto dalla Corona inglese sul vino di Bordeaux raccoglieva più denaro di tutti gli altri dazi doganali messi insieme ed era di gran lunga la più grande fonte di entrate statali. Bordeaux, capitale della Guascogna, si arricchì di questo commercio; aveva una popolazione di oltre 50 000 abitanti, maggiore di quella di Londra, ed era forse persino più ricca. A questo punto la Guascogna inglese era stata così troncata dalle invasioni francesi che faceva affidamento sulle importazioni di cibo, in gran parte dall'Inghilterra. Qualsiasi interruzione della navigazione regolare poteva far morire di fame la Guascogna e paralizzare finanziariamente l'Inghilterra, e i francesi ne erano consapevoli.
Sebbene la Guascogna fosse la causa della guerra, per essa Edoardo riuscì a radunare poche risorse. Quando un esercito inglese aveva fatto una campagna sul continente all'inizio della guerra, aveva operato nel nord della Francia, facendo sì che i guasconi dipendessero in gran parte dalle proprie risorse; di conseguenza si trovavano in difficoltà. Nel 1339 i francesi assediarono Bordeaux, irrompendo persino in città con una grande forza prima di essere respinti. In genere i guasconi potevano schierare 3 000-6 000 uomini, la maggior parte dei quali erano di fanteria, sebbene fino a due terzi di essi sarebbero stati vincolati nei presidi.
Non c'era confine formale tra il territorio inglese e francese. Molti proprietari terrieri possedevano un mosaico di proprietà ampiamente separate, forse ciascuna fedele a un diverso signore. Era probabile che le tenute piccole avessero una casatorre, mentre quelle più grandi possedevano castelli. Furono inoltre costruite fortificazioni nei punti di strozzatura dei trasporti, per riscuotere pedaggi e per limitare il passaggio militare; lungo tutti i ponti e buona parte dei guadi dei numerosi della regione, crebbero città fortificate. Le forze militari potevano sostenersi con il foraggiamento purché si muovessero a intervalli frequenti. Se volevano rimanere in un luogo per un certo periodo di tempo, come era necessario per assediare un castello, allora l'accesso al trasporto d'acqua era essenziale per le provviste di cibo e foraggio e desiderabile per oggetti come le attrezzature d'assedio. Lo scopo delle battaglie era quello di controllare di castelli e di altri punti fortificati, e di conquistare la (volubile) lealtà della nobiltà locale: la regione era in uno stato di mutamento da secoli e molti signori locali servivano qualunque paese fosse più forte, indipendentemente dai legami nazionali.
Nel 1345, dopo otto anni di guerra, il territorio controllato dall'Inghilterra consisteva principalmente in una fascia costiera da Bordeaux a Bayonne e roccaforti isolate nell'entroterra. I francesi avevano forti fortificazioni in quella che un tempo era stata la parte della Guascogna controllata dagli inglesi. Molte di queste minacciavano direttamente Bordeaux: Libourne, distante 32 chilometri da est permise agli eserciti francesi di radunarsi a un giorno di marcia da Bordeaux; la città altamente fortificata di Blaye era situata sulla riva nord della Gironda a 40 chilometri verso valle di Bordeaux e in grado di bloccare le sue vitali comunicazioni marittime; la fortezza di Langon, a quasi 50 chilometri a sud di Bordeaux, bloccava le comunicazioni a monte lungo la Garonna e facilitava il rifornimento di qualsiasi forza francese che avanzasse su Bordeaux.

## Campagna

I movimenti principali delle truppe nella francia sudoccidentale tra l'agosto e il novembre 1345Frecce rosse – Avanzata di Derby su Bergerac e PérigueuxFreccia arancione – Ritirata di DerbyFrecce blu – Avanzata di Luigi di Poitiers su Périgueux e AuberocheFreccia rosa – Ritorno di Derby a AuberocheFreccia verde – Ritorno di Derby in Guascogna e La Réole

### Preparativi
Edoardo decise all'inizio del 1345 di attaccare la Francia su tre fronti. Il conte di Northampton avrebbe condotto una piccola forza in Bretagna, una forza leggermente più grande avrebbe proceduto in Guascogna sotto il comando di Enrico, conte di Derby e la forza principale avrebbe accompagnato Edoardo nel nord della Francia o nelle Fiandre. Il precedente siniscalco di Guascogna, Nicholas de la Beche, fu sostituito dal più anziano Ralph, conte di Stafford, che salpò per la Guascogna a febbraio con una forza d'avanguardia. Derby è stato nominato luogotenente del re in Guascogna il 13 marzo 1345 e ricevette un contratto per radunare una forza di 2 000 uomini in Inghilterra e ulteriori truppe nella stessa Guascogna. Il contratto altamente dettagliata di indenture aveva una durata di sei mesi dall'apertura della campagna in Guascogna, con un'opzione per Edward di rinnovo per ulteriori sei mesi alle stesse condizioni. A Derby fu data una grande autonomia; le sue istruzioni strategiche furono: "si guerre soit, et a faire le bien q'il poet" (...se c'è la guerra, fai del tuo meglio...).
L'intelligence francese aveva scoperto il piano inglese per le offensive nei tre fronti, ma la Francia non aveva i soldi per radunare un esercito in ciascuno. I francesi avevano previsto, correttamente, che gli inglesi pianificavano di compiere il loro sforzo principale nel nord della Francia. Quindi indirizzarono le risorse che avevano lì, pianificando di radunare il loro esercito principale ad Arras il 22 luglio. La Francia sudoccidentale fu incoraggiata a fare affidamento sulle proprie risorse, ma poiché la tregua di Malestroit, firmata all'inizio del 1343, era ancora in vigore, i signori locali erano riluttanti a spendere soldi e poco fu fatto.

### Operazioni iniziali

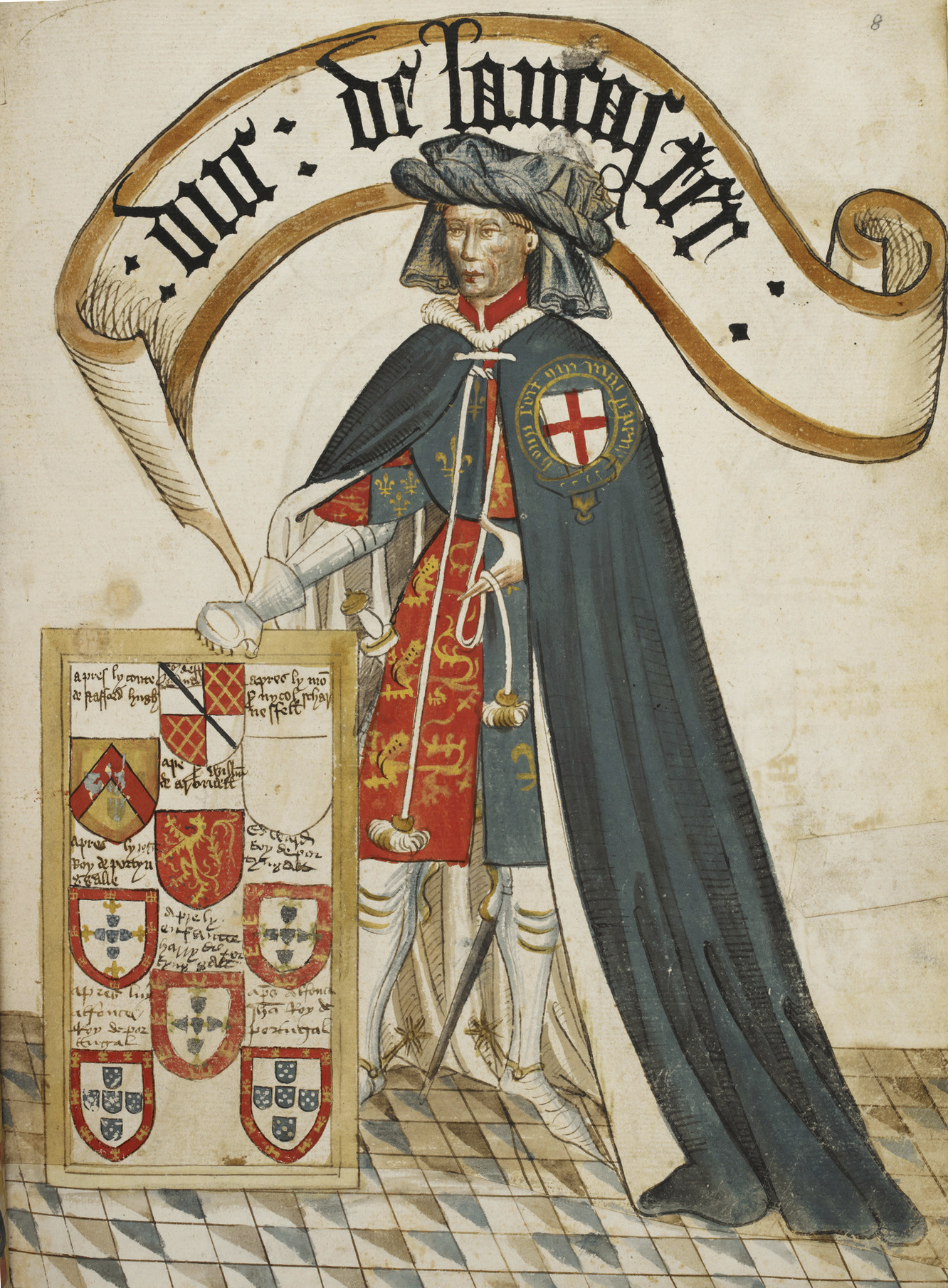
Enrico di Lancaster, Conte di Derby

Le forze di Derby si imbarcò a Southampton alla fine di maggio. Il maltempo costrinse la sua flotta di 151 navi a rifugiarsi a Falmouth per diverse settimane durante il viaggio, partendo infine il 23 luglio. I guasconi, istruiti da Stafford ad aspettarsi l'arrivo di Derby a fine maggio e percependo la debolezza francese, scesero in campo senza di lui. I Guasconi catturarono i grandi castelli debolmente presidiati di Montravel e Monbreton sulla Dordogna all'inizio di giugno; entrambi furono colti di sorpresa e il loro sequestro ruppe la labile tregua di Malestroit. Stafford effettuò una breve marcia a nord per assediare Blaye con il suo gruppo avanzato e forse 1 000 uomini d'arme e 3 000 fanti dei signori guasconi. Stabilito l'assedio, lasciò che i Guasconi lo proseguissero e si diresse a Langon, a sud di Bordeaux, dove cominciò un secondo assedio. Le forze anglo-guascone in entrambi gli assedi potevano essere prontamente rifornite via nave. I francesi lanciarono una chiamata urgente alle armi.
Nel frattempo, piccole fazioni guascone indipendenti avevano fatto incursioni in tutta la regione. I gruppi francesi e diversi nobili minori del luogo decisero di allearsi con gli anglo-guasconi. Ebbero alcuni successi, ma il loro effetto principale è stato quello di bloccare la maggior parte delle deboli guarnigioni francesi nella regione e di indurle a chiedere rinforzi. Le poche truppe francesi nella regione che non presidiavano le loro fortificazioni si immobilizzarono con gli assedi: di Casseneuil nell'Agenais; Monchamp vicino a Condom; e Montcuq, un castello forte ma strategicamente insignificante a sud di Bergerac. Ampie aree erano di fatto indifese.
L'esercito principale di Edoardo salpò il 29 giugno. Rimase ancorato al largo di Sluis nelle Fiandre fino al 22 luglio, mentre Edoardo si occupava delle questioni diplomatiche. Quando salparono, probabilmente con l'intenzione di sbarcare in Normandia, furono dispersi da una tempesta e si diressero verso i porti inglesi la settimana successiva. Dopo più di cinque settimane a bordo della nave, uomini e cavalli dovettero sbarcare. Ci fu un'ulteriore settimana di ritardo mentre il re e il suo consiglio discutevano sul da farsi, momento in cui si rivelò impossibile intraprendere qualsiasi azione con il principale esercito inglese prima dell'inverno. Consapevole di ciò, Filippo inviò rinforzi in Bretagna e Guascogna. Pietro, duca di Borbone fu nominato comandante in capo del fronte sud-ovest l'8 agosto.

### Battaglie di Bergerac e Auberoche
Il 9 agosto 1345 Derby arrivò a Bordeaux con 500 uomini d'arme, 1 500 arcieri inglesi e gallesi, 500 dei quali montati su pony per aumentare la loro mobilità, e truppe ausiliarie e di supporto, come una squadra di 24 minatori. Un'alta percentuale degli arcieri e alcuni degli uomini d'arme erano criminali condannati ai quali era stato promesso il perdono se avessero prestato servizio per la durata della campagna, ma la maggior parte, inclusi molti criminali, erano veterani di altre campagne. Dopo due settimane di ulteriore reclutamento e organizzazione, Derby fece marciare il suo esercito a Langon, si incontrò con Stafford e prese il comando della forza combinata. Mentre Stafford aveva fino a questo punto perseguito una strategia cauta, l'intenzione di Derby era piuttosto diversa. Piuttosto che continuare una guerra di assedio, era determinato a colpire direttamente i francesi prima che potessero concentrare le loro forze. Le forze francesi nella regione erano sotto Bertrand de l'Isle-Jourdain, poiché il duca di Borbone non era ancora arrivato. Sentendo l'arrivo di Derby, decise di ripiegare su Bergerac, centro di comunicazione e città strategicamente importante, a 60 mi (97 km) est di Bordeaux, dove sorgeva un importante ponte sul fiume Dordogna. Questo era un luogo conveniente per concentrare le forze francesi e assimilare i rinforzi.
Dopo un consiglio di guerra, Derby decise di colpire i francesi a Bergerac. La cattura della città, che aveva buoni collegamenti fluviali con Bordeaux, avrebbe fornito all'esercito anglo-guascone una base da cui partire per portare la guerra ai francesi. Avrebbe anche forzato la revoca dell'assedio del vicino castello di Montcuq e avrebbe interrotto le comunicazioni tra le forze francesi a nord e a sud della Dordogna. Gli inglesi credevano che la città potesse essere facilmente conquistata se l'esercito francese sul campo fosse stato sconfitto o distratto. Dopo otto anni di guerra difensiva da parte degli anglo-guasconi, i francesi non si aspettavano che potessero compiere mosse offensive.

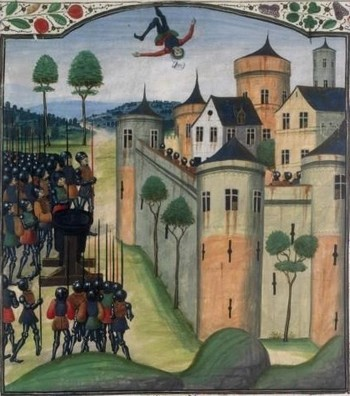
Miniatura dalle Cronache di Froissart che illustra un messaggero di Auberoche che viene lanciato sul castello da un trabucco.

Derby si mosse rapidamente e colse di sorpresa l'esercito francese a Bergerac il 26 agosto, battendoli decisamente in una battaglia. I dettagli esatti della battaglia sono confusi e ci sono contraddizioni tra le fonti originali, che si riflettono nei resoconti moderni. Clifford Rogers fornisce un riassunto dei resoconti del tempo, delle loro discrepanze e del trattamento di questi da parte degli storici moderni. In ogni caso, le perdite francesi furono ingenti, molti soldati furono uccisi o catturati. Tra i prigionieri vi erano Henri de Montigny, siniscalco del Périgord, altri dieci nobili anziani e molti nobili minori. La quota di riscatti e bottino di Derby è stata stimata in £ 34 000 (£ 34000000 nel 2022 [note 1] ), circa quattro volte il reddito annuo delle sue terre. I sopravvissuti dell'esercito da campo francese si radunarono intorno a de l'Isle e si ritirarono a nord a Périgueux. Pochi giorni dopo la battaglia, Bergerac cadde sotto un assalto anglo-guascone e fu successivamente saccheggiato. Strategicamente, l'esercito anglo-guascone si era assicurato un'importante base per ulteriori operazioni. Da un punto di vista politico, i signori locali che erano stati indecisi sulla loro alleanza avevano potuto notare che gli inglesi erano di nuovo una forza da non sottovalutare.
Derby si consolidò e si riorganizzò per due settimane, lasciò una grande guarnigione in città e si trasferì a nord nella roccaforte anglo-guascone di Mussidan nella valle dell'Isle con 6 000-8 000 uomini. Si spinse quindi a ovest verso Périgueux, il capoluogo di provincia del Périgord, prendendo diversi avamposti difensivi lungo il percorso. Le difese di Périgueux erano antiquate e abbandonate, ma le dimensioni delle forze francesi che la difendevano rendevano proibitivo un assalto. Derby impose un blocco stradale su Périgueux e conquistò roccaforti al fine di bloccare le principali vie di accesso alla città. Giovanni, duca di Normandia, figlio ed erede di Filippo VI, sostituì il duca di Borbone, radunò un esercito di oltre 20 000 uomini e arrivò nell'area. All'inizio di ottobre un distaccamento molto numeroso liberò la città dal blocco e scacciò le forze di Derby, che si ritirarono verso Bordeaux. Ulteriormente rafforzati, i francesi iniziarono ad assediare gli avamposti controllati dagli inglesi. Una forza francese di 7 000 uomini, comandata da Ludovico di Poitiers, assediò il castello di Auberoche, 9 mi (14 km) a est di Périgueux. Auberoche è arroccato su un promontorio roccioso che dominava completamente il fiume Auvézère. L'accampamento francese era diviso in due, la maggior parte dei soldati si accampò vicino al fiume tra il castello e il villaggio mentre una forza minore era situata per impedire qualsiasi tentativo di soccorso da nord. Il cronista Froissart racconta un'improbabile storia secondo cui un soldato che tentava di raggiungere le linee inglesi con una lettera di richiesta di aiuto fu catturato e restituito al castello tramite un trabucco. Un messaggero riuscì a raggiungere Derby, che stava già tornando nella zona con una forza di 1 200 soldati inglesi e guasconi: 400 uomini d'arme e 800 arcieri a cavallo.
Dopo una marcia notturna, il 21 ottobre Derby attaccò l'accampamento francese mentre cenavano, cogliendoli di sorpresa e provocando pesanti perdite. I francesi si radunarono e ci fu una lunga lotta, che terminò quando il comandante della piccola guarnigione inglese nel castello uscì e capitò alle spalle dei francesi, che ruppero la formazione e fuggirono. Gli uomini a cavallo di Derby li inseguirono senza sosta. Le vittime francesi sono incerte, ma furono pesanti. Gli storici moderni le definiscono come "spaventose", "estremamente alte", "sbalorditive", e "pesanti". Molti nobili francesi furono fatti prigionieri; gli uomini di rango inferiore furono, come era consuetudine, uccisi. Il comandante francese, Luigi di Poitiers, morì per le ferite riportate. I prigionieri sopravvissuti includevano il secondo in comando, Bertrand de l'Isle-Jourdain, due conti, sette visconti, tre baroni, i siniscalchi di Clermont e Tolosa, un nipote del Papa e tanti cavalieri che non furono contati. I soli riscatti hanno fatto la fortuna per molti dei soldati dell'esercito di Derby, così come per lo stesso Derby, che si diceva avesse guadagnato almeno £ 50 000 (£ 50,000,000 nei 2022) dai prigionieri della giornata. L'anno successivo Filippo pagò ingenti somme dal tesoro reale come contributo per il riscatto dei prigionieri.

### Sfruttamento

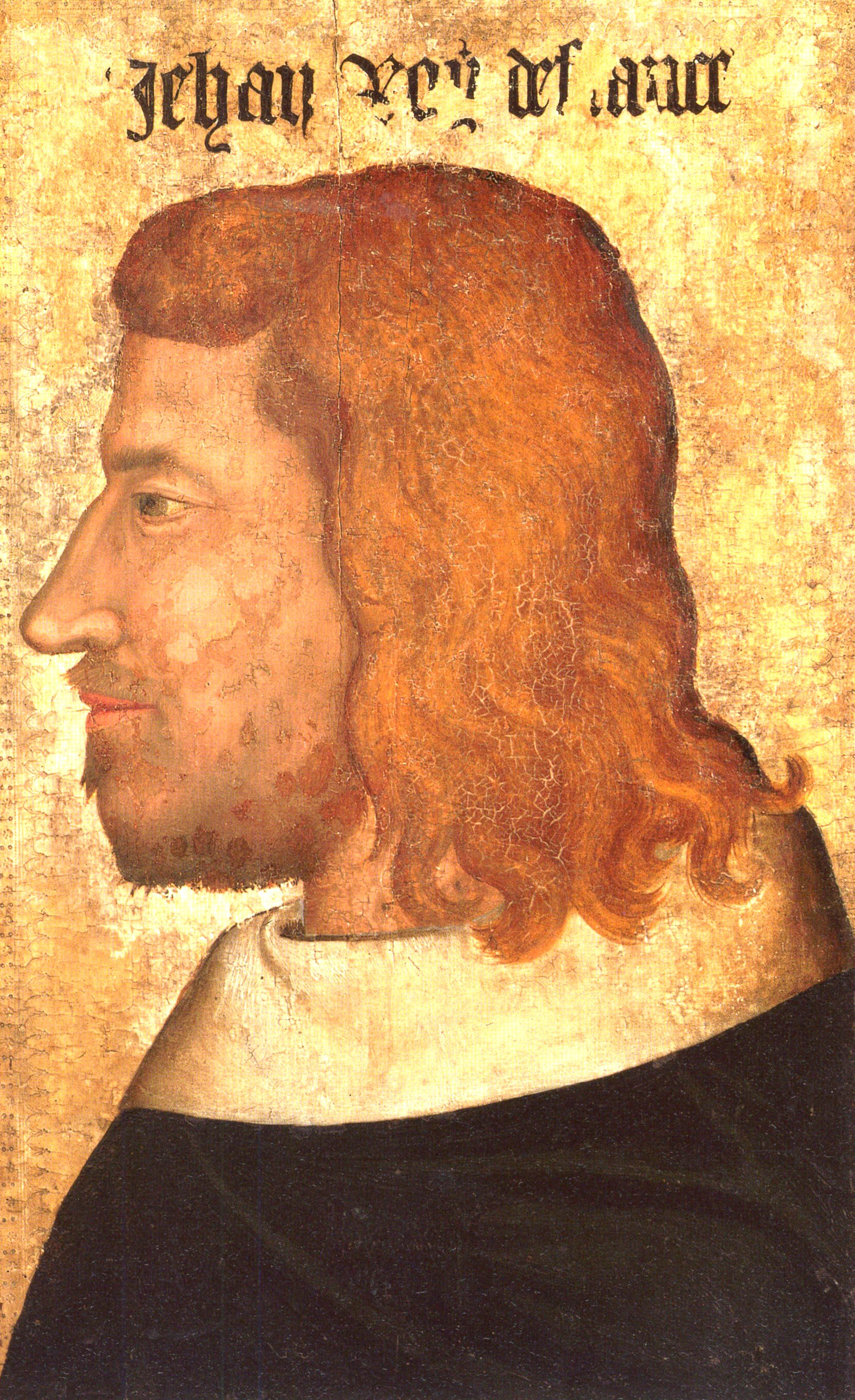
Un ritratto del tempo del Duca di Normandia (successivamente Re di Francia)

Il duca di Normandia si perse d'animo alla notizia della sconfitta. Secondo alcuni resoconti, si dimise dal suo comando e tornò a Parigi, per poi essere reintegrato e rimandato indietro da suo padre, il re. I francesi abbandonarono tutti i loro assedi in corso di altri avamposti anglo-guasconi. Ci sono state notizie della disgregazione dell'esercito francese: uomini non pagati, anche senza cibo; mancanza di foraggio per i cavalli; diserzioni; equipaggiamenti messi in vendita dalle truppe. Nonostante fosse in forte superiorità numerica rispetto alle forze anglo-guascone, il duca di Normandia si ritirò ad Angoulême e sciolse il suo esercito, forse perché i francesi avevano finito i soldi. Derby rimase quasi completamente incontrastato per cinque mesi.
Derby si era spostato a sud dopo la sua vittoria, ripiegando sulle sue comunicazioni mentre il clima invernale stava iniziando. Iniziò a sgomberare le fortificazioni francesi dal confine del territorio inglese: il piccolo castello di Pellegrue si arrese, mentre quello di Monségur fu preso d'assalto. Si trasferì quindi nella grande città fortemente fortificata di La Réole, che occupava una posizione chiave sulla sponda nord del fiume Garonna, a sole 35 miglia (56 km) da Bordeaux; la città di La Réole era stata inglese fino alla cattura da parte dei francesi ventuno anni prima, perdendo così la notevole autonomia e i lucrativi privilegi commerciali di cui aveva goduto fino a quel momento. Dopo la trattativa con Derby, l'8 novembre i cittadini distrassero la grande guarnigione francese e aprirono un varco per gli inglesi. La guarnigione si rifugiò nella cittadella, considerata eccezionalmente forte; gli inglesi hanno proceduto a scavare. La guarnigione concordò una resa provvisoria; se non fossero stati liberati entro cinque settimane se ne sarebbero andati. Furono autorizzati a comunicarlo al duca di Normandia, ma poiché aveva appena sciolto il suo esercito, ed era inoltre pieno inverno, c'era poco che potesse fare. Ai primi di gennaio 1346 la guarnigione se ne andò e gli inglesi la sostituirono, e la città riacquistò i precedenti privilegi. Derby vi trascorse il resto dell'inverno.
Mentre ciò accadeva, le principali forze guascone si sciolsero. Molti dei soldati inglesi presero la nave per tornare a casa. Dopo che le forze principali erano tornate a casa per l'inverno, piccoli gruppi di anglo-guasconi rimasero attivi. Liberarono la vallata della Garonna a valle di La Réole dalla presenza francese e fecero irruzione nelle città e nei castelli limitrofi, scarsamente fortificate e debolmente presidiati, nonché nelle fortificazioni più piccole alla loro portata. Langon, che aveva resistito a Stafford in estate, fu preso. Derby era solito negoziare con le città, garantendo concessioni commerciali o privilegi, o ripristinando quelli precedenti, per incoraggiarle ad aprire le porte alle sue truppe. In questo modo le città avrebbero potuto prendere parte più prontamente al lucroso commercio di esportazione attraverso Bordeaux, e le prestazioni di Derby riducevano i rischi di un'eventuale ritorsione francese. L'approccio di Derby si rivelò un notevole successo, poiché tra le altre cose assicurava alle città di evitare i danni derivati da un eventuale assedio o saccheggio. I cittadini di diverse città presidiate dalla Francia persuasero i soldati a ritirarsi, in modo che potessero arrendersi preventivamente a Derby. In almeno un caso, i cittadini catturarono i soldati francesi nei loro letti e li espulsero. Una lettera di un comitato di comandanti di guarnigione francesi inviata a Filippo VI a novembre constatò che le città stavano disertando in favore degli inglesi su base "giornaliera" e delle forze anglo-guascone di dimensioni insignificanti. I difensori francesi erano completamente demoralizzati.
Il duca di Borbone, il neo-nominato siniscalco francese di Guascogna, si trovò inaspettatamente sotto assalto. Alla fine di novembre, Stafford marciò sulla città di Aiguillon, di vitale importanza poiché comandava l'incrocio dei fiumi Garonna e Lot, «la chiave della Guascogna». Gli abitanti attaccarono la guarnigione e aprirono le porte agli inglesi. Al marzo 1346 quasi l'intera provincia di Agenais era in mano inglese. Borbone possedeva solo Agen, la capitale, e quattro castelli, tutti bloccati dagli inglesi. Il morale non era buono. Quando Borbone iniziò a radunare un nuovo esercito ad Agen, scoppiarono scontri con i cittadini. Diversi mercenari italiani furono linciati. A partire dall'inizio della campagna, gli inglesi avevano conquistato oltre 100 città e castelli.

## Conseguenze
Nell'ottobre 1345 Northampton iniziò la sua campagna nel nord della Bretagna, ma terminò dopo una serie di fallimenti nel catturare le città bretoni controllate dai francesi. I francesi decisero di fare il loro sforzo principale nel 1346 contro la Guascogna. Un grande esercito francese, "enormemente superiore" a qualsiasi forza che Derby potesse schierare, si radunò all'inizio della stagione sotto il duca di Normandia e marciò su per la valle della Garonna. Il loro piano era di riprendere La Réole, ma per garantire le loro linee di rifornimento dovettero prima riprendere Aiguillon. Stafford, a capo della guarnigione anglo-guascone di Aiguillon di 900 uomini, resistette a un assedio di otto mesi. Derby concentrò la principale forza anglo-guascone a La Réole, come minaccia, e si assicurò che i francesi non fossero mai in grado di bloccare completamente la città. Scoprirono che le loro stesse linee di rifornimento erano seriamente danneggiate.
Edoardo III stava nel frattempo radunando un grande esercito in Inghilterra. I francesi ne erano consapevoli, ma prevedevano che sarebbe salpato verso la Guascogna nel tentativo di sollevare l'assedio di Aiguillon. Invece sbarcò in Normandia a luglio, ottenendo il vantaggio strategico della sorpresa e dando inizio alla campagna di Crécy. Filippo VI ordinò al figlio di levare l'assedio e di marciare verso nord; dopo diversi ritardi Giovanni lo fece, arrivando in Piccardia due settimane dopo che l'esercito di Filippo era stato pesantemente sconfitto nella battaglia di Crécy con ingenti perdite. Le aree di fronte al Derby furono lasciate effettivamente indifese, e inviò forze guascone locali ad assediare le poche grandi roccaforti nella regione ancora in mano ai francesi. Prendendo una forza di circa 2 000, Derby partì da La Réole per una grande cavalcata (chevauchée) che nei due mesi successivi ebbe un successo devastante. Non solo la Guascogna, ma gran parte del Ducato d'Aquitania fu lasciata saldamente nelle mani degli inglesi, fino a quando il ducato non fu formalmente ceduto dai francesi nel 1360 nel trattato di Brétigny.

## Giudizio storiografico

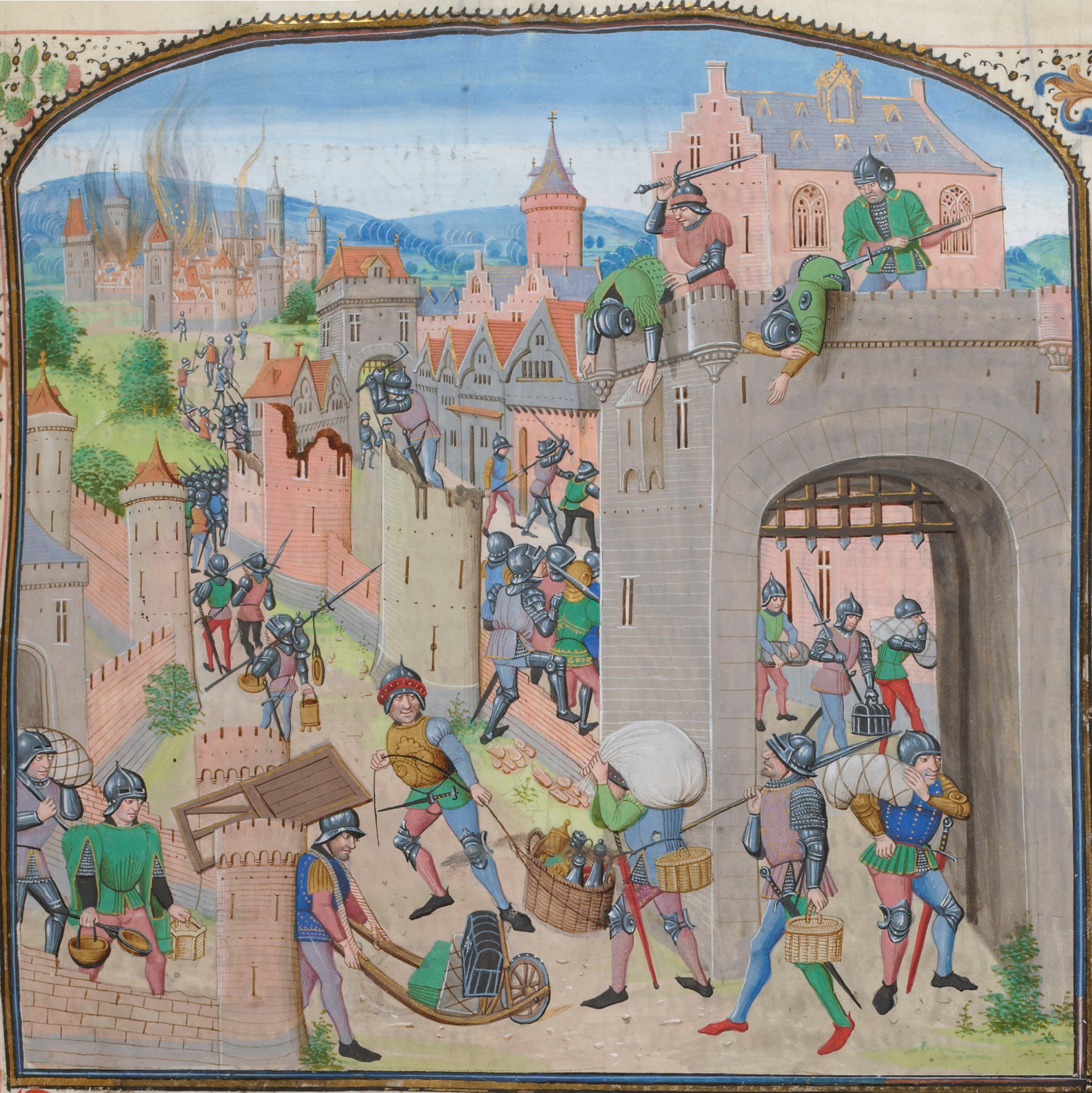
Una città saccheggiata

La campagna fu un disastro per i francesi, peggio per essere stata inaspettata; durante i precedenti otto anni di guerra, gli anglo-guasconi non avevano compiuto mosse offensive su larga scala. Avevano perso città e castelli, subito pesanti perdite; e molti nobili erano stati presi prigionieri, che non sarebbero stati disponibili a combattere fino a quando non avessero pagato i loro pesanti riscatti, gran parte dei quali sarebbero andati a finanziare lo sforzo bellico inglese. Le città di tutto il sud-ovest della Francia hanno intrapreso programmi urgenti e costosi per riparare, migliorare o, in alcuni casi, costruire da zero le loro fortificazioni. Prestarono attenzione anche a mantenerle adeguatamente presidiate. Divenne quasi impossibile raccogliere fondi fiscali dalla regione o persuadere gli uomini a prestare servizio fuori casa. Ciò si estendeva ad aree lontane da dove il Derby aveva condotto la campagna.
Dopo due anni e mezzo di pace inquieta, la guerra era ripresa con una serie di umiliazioni francesi. Nella regione di confine il morale e, cosa più importante, il prestigio avevano decisamente voltati a favore dell'Inghilterra dopo questa campagna, fornendo un afflusso di tasse e reclute per gli eserciti inglesi. Gran parte della nobiltà guascone aveva vacillato per quanto riguarda il loro impegno nelle battaglie, e le vittorie di Derby ribaltarono l'equilibrio di molti. Signori locali di rilievo dichiararono per gli inglesi, portando con sé i loro seguiti. Il successo del Derby era essenzialmente difensivo: si era assicurato la Guascogna. Aveva anche preparato la scena per una possibile futura offensiva anglo-guascone; questo sarebbe arrivato alla fine dell'anno successivo, con la sua serie di incursioni a cavallo. Per il momento, sebbene le risorse finanziarie francesi fossero in difficoltà, la loro capacità di radunare e preparare grandi forze non era seriamente compromessa.
Questa campagna di quattro mesi è stata descritta come «la prima campagna terrestre di successo della [...] guerra dei cent'anni», iniziata più di otto anni prima. Derby continuò a condurre un'altra campagna di successo nel 1346. Gli storici moderni hanno elogiato il generale dimostrato da Derby in questa campagna: «stratega superbo e innovativo»; «salire al livello di genio»; «brillante all'estremo»; «sbalorditivo»; «brillante». Un cronista, cinquant'anni dopo l'evento, lo descrisse come «uno dei migliori guerrieri del mondo».

### Esplicative
1. ↑  Per confronto, il reddito annuo di Edoardo III era spesso minore di £ 50000. Rogers 2004, p. 90, n. 7
2. ↑  Durante la campagna del 1345 era conosciuto come Conte di Derby, ma dopo la morte di suo padre, nel settembre di quell'anno, diventò Conte di Lancaster. Sumption 1990, p. 476.

### Bibliografiche
1. ↑  Prestwich 2007, p. 394.
2. ↑  Harris 1994, p. 8.
3. ↑  Crowcroft e Cannon 2015, p. 389.
4. ↑  Sumption 1990, p. 184.
5. ↑  Rodger 2004, pp. xix–xx, 79.
6. ↑  Curry 2002, p. 40.
7. 1 2  Rodger 2004, pp. 79-80.
8. ↑  Sumption 1990, pp. 39-40.
9. ↑  Fowler 1961, pp. 139-140.
10. 1 2 3 4  Rogers 2004, p. 95.
11. ↑  Sumption 1990, pp. 273, 275.
12. ↑  Fowler 1961, pp. 143-144.
13. ↑  Vale 1999, pp. 75, 78.
14. ↑  Burne 1999, p. 100.
15. ↑  Vale 1999, pp. 72–73, 76.
16. ↑  Fowler 1961, p. 136.
17. ↑  Gribit 2016, p. 113.
18. 1 2  Guizot 1870.
19. ↑  Sumption 1990, p. 453.
20. ↑  Prestwich 2007, p. 314.
21. ↑  Gribit 2016, p. 63.
22. ↑  Sumption 1990, p. 455.
23. ↑  Gribit 2016, pp. 37-38.
24. ↑  Gribit 2016, pp. 113, 251.
25. ↑  Sumption 1990, pp. 455-457.
26. ↑  Rogers 2004, p. 94.
27. ↑  Fowler 1961, pp. 131-132.
28. 1 2  Sumption 1990, p. 457.
29. ↑  Gribit 2016, pp. 61, 113.
30. 1 2  Rogers 2004, p. 96.
31. ↑  Sumption 1990, pp. 457-458.
32. ↑  Lucas 1929, pp. 519-524.
33. ↑  Prestwich 2007, p. 315.
34. ↑  Sumption 1990, pp. 461-463.
35. ↑  Fowler 1961, p. 178.
36. ↑  Gribit 2016, p. 59.
37. ↑  Rogers 2004, p. 97.
38. 1 2  Rogers 2004, p. 89.
39. ↑  Burne 1999, p. 102.
40. ↑  Vale 1999, p. 77.
41. ↑  Sumption 1990, pp. 463-464.
42. ↑  Rogers 2004, pp. 90–94, 98–104.
43. ↑  Sumption 1990, p. 465.
44. ↑  Rogers 2004, p. 105.
45. ↑  Sumption 1990, p. 466.
46. ↑  Burne 1999, pp. 104-105.
47. ↑  Rogers 2004, p. 91.
48. ↑  Sumption 1990, pp. 465-467.
49. 1 2  DeVries 1996, p. 189.
50. ↑  Fowler 1961, p. 196.
51. ↑  Sumption 1990, pp. 467-468.
52. 1 2 3  Wagner 2006.
53. 1 2  Burne 1999, p. 107.
54. ↑  Burne 1999, p. 105.
55. 1 2  Sumption 1990, p. 469.
56. ↑  Burne 1999, p. 112.
57. ↑  King 2002, pp. 269-270.
58. 1 2  Sumption 1990, p. 470.
59. ↑  Wagner 2006, p. 97.
60. 1 2 3  Burne 1999, p. 117.
61. ↑  Fowler 1961, pp. 197-198.
62. ↑  Sumption 1990, pp. 470-471.
63. ↑  Burne 1999, pp. 114-115.
64. ↑  Fowler 1961, pp. 206-207.
65. ↑  Sumption 1990, pp. 474, 476.
66. 1 2  Fowler 1969, pp. 62-63.
67. 1 2  Sumption 1990, pp. 476-478.
68. 1 2  Fowler 1961, p. 232.
69. ↑  Fowler 1961, p. 215.
70. ↑  Fowler 1961, p. 204.
71. ↑  Sumption 1990, p. 480.
72. ↑  Rogers 2004, p. 90.
73. ↑  Fowler 1969, pp. 61-63.
74. ↑  Sumption 1990, pp. 472-473.
75. ↑  Sumption 1990, pp. 485-486.
76. ↑  Burne 1999, p. 118.
77. ↑  Sumption 1990, p. 496.
78. ↑  Gribit 2016, p. 138.
79. 1 2  Wagner 2006, p. 3.
80. ↑  Fowler 1961, p. 234.
81. ↑  Rodger 2004, p. 103.
82. ↑  Sumption 1990, pp. 526-531.
83. ↑  Sumption 1990, p. 539.
84. ↑  Sumption 1990, pp. 541-549.
85. ↑  Fowler 1969, p. 60.
86. ↑  Burne 1999, p. 113.
87. ↑  Fowler 1961, pp. 211-214.
88. ↑  Sumption 1990, pp. 478-480.
89. ↑  Burne 1999, pp. 121-127.
90. ↑  Sumption 1990, pp. 481-485.
91. ↑  Gribit 2016, p. 1.
92. ↑  Rogers 2004, p. 107.
93. ↑  Rogers 2004, p. 107, n. 61.
94. ↑  Rogers 2004, p. 106.
95. ↑  Gribit 2016, p. 22.
96. ↑  Oman 1998, p. 126.